# 紅牛RB5
紅牛RB5（英語：Red Bull RB5）是一輛由紅牛車隊為2009年世界一級方程式錦標賽所設計的一級方程式賽車。由2008年為紅牛姊妹隊紅牛二隊出賽的賽巴斯蒂安·維泰爾和馬克·韋伯駕駛。這輛賽車是在2009年2月9日於西班牙赫雷斯賽道發布。
這輛車使該隊獲得隊史上的首次桿位、首次分站勝利，以及在2009年中國大獎賽首次以1-2名完賽。這輛車在整個賽季中是具有競爭力的，因為它在17場賽事中共贏得了6場，其中維泰爾有4場，而韋伯贏得2場。也因如此，該隊在車隊積分榜上僅落後布朗車隊獲得車隊亞軍，且維泰爾在車手積分榜上僅次於詹森·巴頓獲得車手亞軍。

## 技術規格

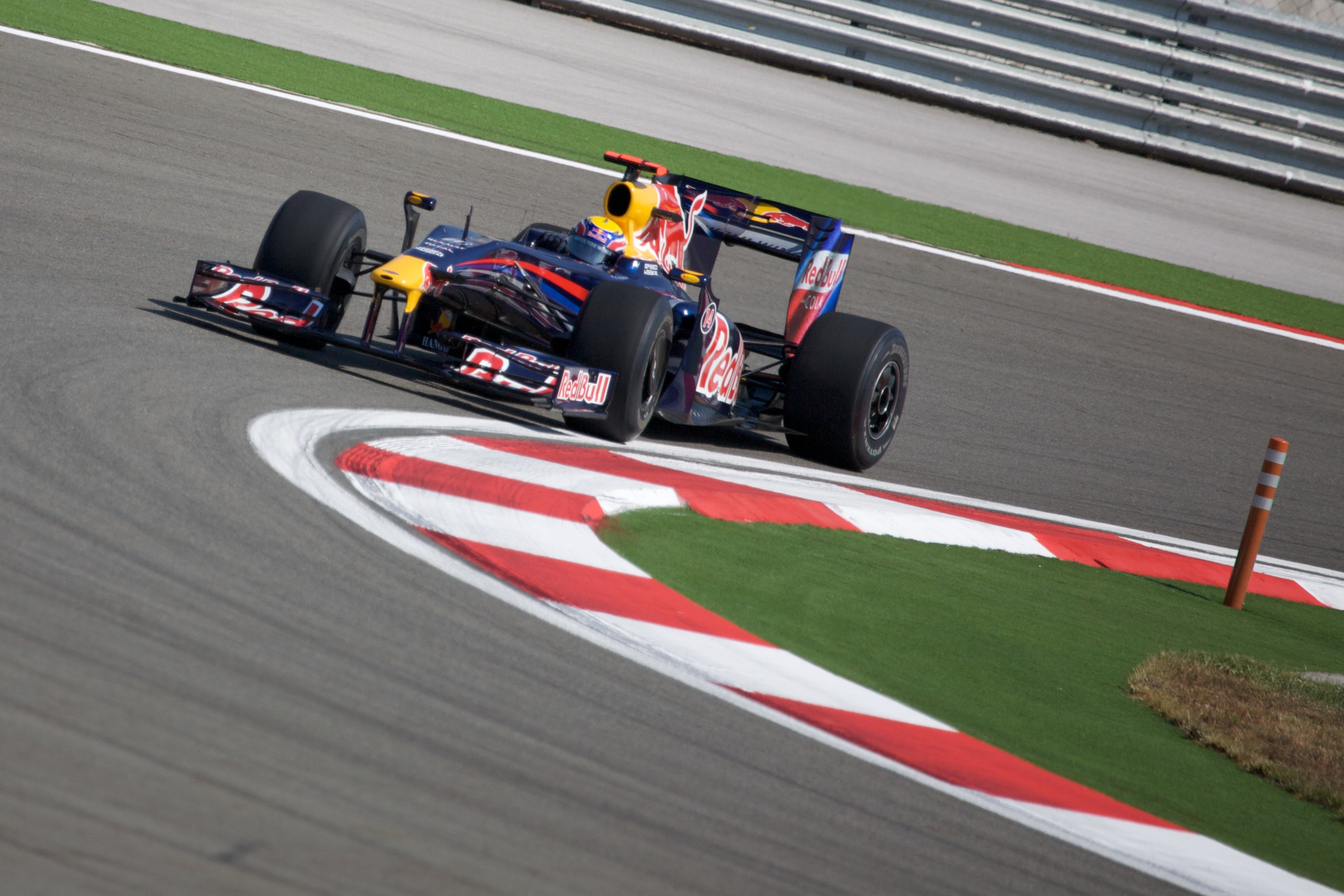
馬克·韋伯在2009年土耳其大獎賽駕駛著RB5

由於2009年賽季新規則的改變，不能使用完整的破風板，賽車尾翼可提高但長度須變窄，以及更寬且低的前翼，旨在減低空氣對賽車的干擾，從而使超車變得更加容易。光頭胎自1998年被禁用後，再度重返一級方程式。這將預期為RB5的輪胎帶來約20%的抓地力。
而RB5也可能配有動能回收系統（KERS），這在煞車車輪空轉時，讓空轉的車輪驅動發電機回收一些能量，能透過車手方向盤上的一個升壓按鈕在每一圈重新使用。這也是2009年賽季新規則所允許的。紅牛最初試圖開發他們自己的系統，不過一場起因於電池過熱所造成的工廠大火，導致進展停滯。之後紅牛在2009年1月宣布他們將會使用與雷諾車隊相同的KERS系統，這也是與該隊在現有的引擎合約外的延伸。然而RB5並沒有在比賽中使用KERS。

## 2009年賽季

### 發布
RB5比大多數的對手來的晚推出，這使得他們以較短的測試時間來換取更長的研發時間。紅牛期望RB5能比它的前代，在2008年僅有一次頒獎台成績的RB4更具競爭力。維泰爾當被問到這輛車的潛能時表示樂觀：
顯然地，坐在這並說我將會贏得世界冠軍是不切實的。我想，我們必須見證它。我們必須見證我們是如何進行的，我們在哪一點比其他人好。我相信新的規則能夠讓像我們這樣的隊伍，縮小與前面的隊伍的差距，但是毫無疑問地，法拉利和麥拉倫仍是最有希望奪冠的。
賽巴斯蒂安·維泰爾（原紅牛二隊車手）依照他的慣例，將他的紅牛RB5命名為「凱特」（Kate），而在墨爾本的亞伯公園賽道發生碰撞後，他將他的新車命名為「凱特不聽話的妹妹」（Kate's Dirty Sister）。

### 測試

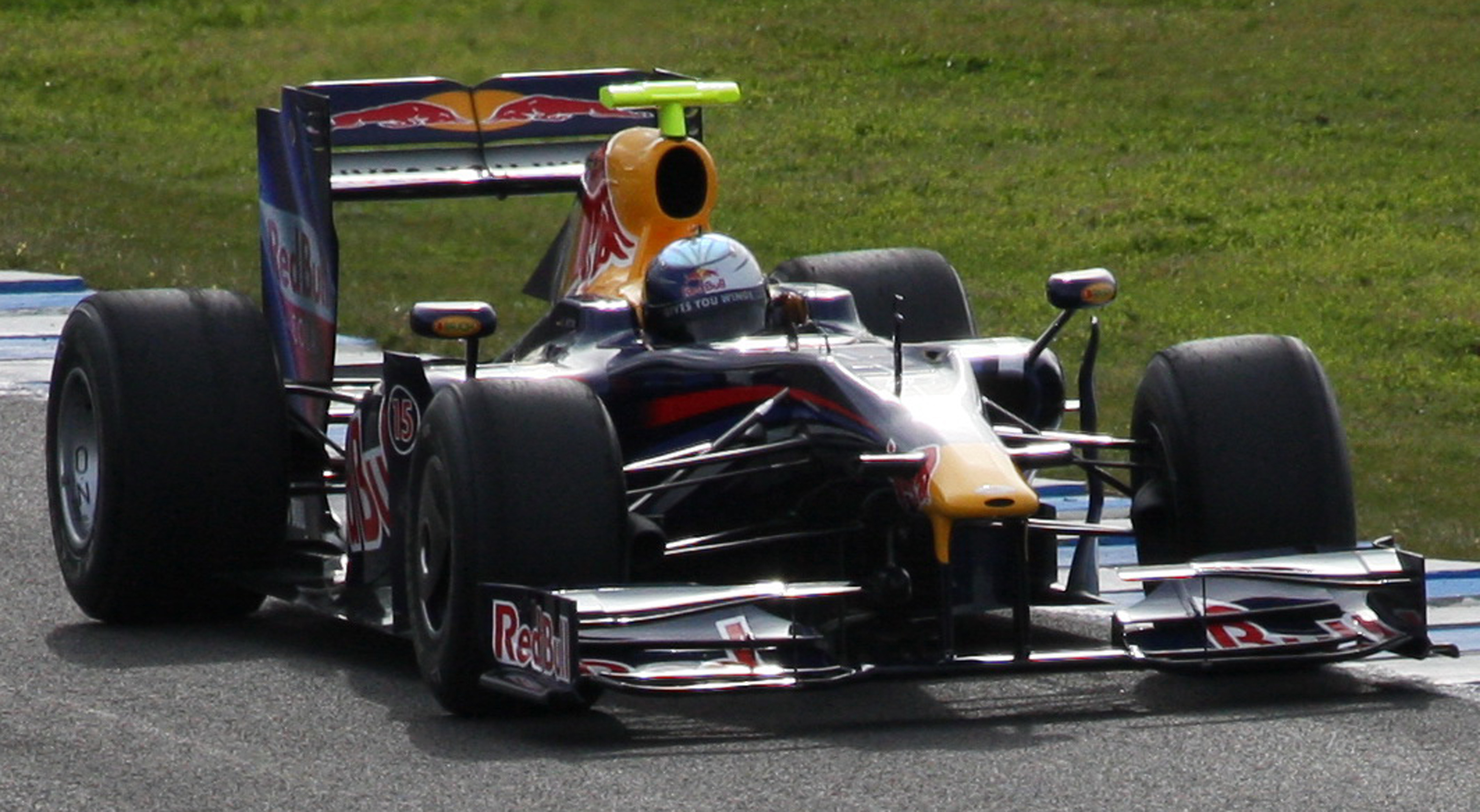
賽巴斯蒂安·維泰爾於2009年2月測試RB5

在赫雷斯的RB5初步測試在檢測到變速箱燃油溫度過高後，畫下了句點。當這項問題解決之後，RB5成為了2009年於赫雷斯最快的賽車，維泰爾駕駛的賽車在那比威廉斯、麥拉倫和雷諾賽車來的快。而韋伯也在2008年11月騎單車摔斷腿後，回到了駕駛艙；他駕駛著RB5共完成了83圈，大約相當於一場大獎賽的距離，而他在前一天跑得比維泰爾還快，並表示完全沒有問題。

## 一級方程式成績
（圖例）粗體為桿位出賽，斜體為最快圈速
| 賽季   | 車隊     | 引擎         | 輪胎 | 車手              | 1   | 2   | 3  | 4    | 5  | 6   | 7  | 8  | 9  | 10  | 11  | 12 | 13  | 14  | 15 | 16   | 17 | 積分  | 排名 |
| ------ | -------- | ------------ | ---- | ----------------- | --- | --- | -- | ---- | -- | --- | -- | -- | -- | --- | --- | -- | --- | --- | -- | ---- | -- | ----- | ---- |
| 2009年 | 紅牛車隊 | 雷諾 RS27 V8 | B    |                   | 澳  | 馬‡ | 中 | 巴林 | 西 | 摩  | 土 | 英 | 德 | 匈  | 歐  | 比 |     | 新  | 日 | 巴西 | 阿 | 153.5 | 亞軍 |
| 2009年 | 紅牛車隊 | 雷諾 RS27 V8 | B    | 馬克·韋伯         | 12  | 6   | 2  | 11   | 3  | 5   | 2  | 2  | 1  | 3   | 9   | 9  | Ret | Ret | 17 | 1    | 2  | 153.5 | 亞軍 |
| 2009年 | 紅牛車隊 | 雷諾 RS27 V8 | B    | 賽巴斯蒂安·維泰爾 | 13† | 15  | 1  | 2    | 4  | Ret | 3  | 1  | 2  | Ret | Ret | 3  | 8   | 4   | 1  | 4    | 1  | 153.5 | 亞軍 |

† 車手未完賽，但已完成賽事總里程的90%。

‡ 由於未能完成原定賽程的75%，車手只有一半分數。

## 紐維禮物車
紅牛在2010年7月贈與設計師亞德里安·紐維一輛完整的RB5，作為感謝他帶領紅牛成為一支奪冠熱門隊伍的禮物。紐維在古德伍德公园赛车节的小山丘首次駕駛這輛賽車。